# La Légion des souvenirs
La Légion des souvenirs (titre original : Memory's Legion) est un recueil de nouvelles de science-fiction de l'écrivain américain James S. A. Corey, publié en 2022 puis traduit en français et publié en 2023. Il s'agit du dixième ouvrage de la série The Expanse. L'ouvrage contient huit nouvelles dont une inédite.

## Contenu
- Sous la poussée, 2023 ((en) Drive, 2012)
- Le Boucher de la station Anderson, 2023 ((en) The Butcher of Anderson Station, 2011)
- Les Dieux du risque, 2023 ((en) Gods of Risk, 2012)
- Le Grand Chambardement, 2023 ((en) The Churn, 2014)
- Les Abysses de la vie, 2023 ((en) The Vital Abyss, 2015)
- Les Chiens de Laconia, 2023 ((en) Strange Dogs, 2017)
- Auberon, 2023 ((en) Auberon, 2019)
- Les Péchés de nos pères, 2023 ((en) The Sins of Our Fathers, 2022)

## Éditions
- Memory's Legion, Orbit, 15 mars 2022, 418 p.  (ISBN 978-0-316-66919-1)
- La Légion des souvenirs, Actes Sud, coll. « Exofictions », 3 mai 2023, trad. Yannis Urano, 480 p.  (ISBN 978-2-330-17966-3)
- La Légion des souvenirs, Actes Sud, coll. « Babel » no 1965, 2 octobre 2024, trad. Yannis Urano, 576 p.  (ISBN 978-2-330-19676-9)